# 尖長吻鰩
奧氏長吻鰩（學名：Dipturus oxyrinchus），為軟骨魚綱鰩目鰩科長吻鰩屬的一種，被IUCN列為易危保育類動物，分布於東大西洋挪威中部到塞內加爾, 包括法羅群島、地中海、加那利群島與馬得拉群島海域，深度70至1461公尺，體長可達150公分，棲息在大陸坡沙底質或岩石底質海域，為底棲性魚類，肉食性，卵生，卵囊呈長方形，具堅硬的角質觸角，生活習性不明。